# Разъезд 96 Кенес
Разъезд 96 Кенес (каз. рзд.96 Кеңес) — упразднённый разъезд в Казалинском районе Кызылординской области Казахстана. Входил в состав Муратбаевского сельского округа. Код КАТО — 434450300. Упразднен в 2018 г.

## Население
В 1999 году население разъезда составляло 88 человек (53 мужчины и 35 женщин). По данным 2009 года, в разъезде не было постоянного населения.